# Goephanes olivaceus
Goephanes olivaceus är en skalbaggsart som beskrevs av Stefan von Breuning 1938. Goephanes olivaceus ingår i släktet Goephanes och familjen långhorningar.
Artens utbredningsområde är Madagaskar. Inga underarter finns listade i Catalogue of Life.